# Росетти, Константин
Константин Александру Росетти (рум. Constantin Alexandru Rosetti; 2 июня 1816, Бухарест, — 8 апреля 1885, там же) — румынский поэт, политический и государственный деятель.

## Биография
Служил в армии, потом основал в Бухаресте книжную торговлю. Его переводы ознакомили румынское общество с произведениями Байрона, Вольтера, Ламартина и др.
Во время революции 1848 года Росетти был членом революционного комитета и подвергся аресту, но уже через день был освобождён народом; был начальником полиции в Бухаресте, затем секретарём временного правительства и, наконец, директором в министерстве внутренних дел. В это же время он издавал демократическую газету. Когда разразилась реакция, Росетти бежал в Париж, где действовал в печати в интересах своей партии. Вернувшись на родину, был недолго министром народного просвещения. В качестве члена палаты и редактора газеты «Românul», Росетти смело ратовал за либеральные принципы.
В 1866 году, после свержения князя Кузы и до объявления новой конституции, Росетти вновь занимал пост министра народного просвещения.
В 1866—1867 году был одним из учредителей Румынского литературного общества, ставшего затем Румынской академией.
С 1877 года Росетти был президентом палаты депутатов, а в 1881—82 годах — министром внутренних дел.